# Ginosigma lombokensis
Ginosigma lombokensis är en spindeldjursart som beskrevs av Speijer 1936. Ginosigma lombokensis ingår i släktet Ginosigma och familjen Thelyphonidae. Inga underarter finns listade i Catalogue of Life.